# Amaurobius similis
Amaurobius similis es una especie de araña del género Amaurobius, familia Amaurobiidae. Fue descrita científicamente por Blackwall en 1861.
Se distribuye por Francia, Reino Unido, Bélgica, Países Bajos, Alemania, Dinamarca, Suecia, Suiza, España, Noruega, Luxemburgo, Irlanda, Canadá, Andorra, Italia, Suazilandia, Estados Unidos, Austria, China, Gambia y Polonia. La especie se mantiene activa durante todos los meses del año.